# GusGus
GusGus es un grupo de música electrónica originario de Reikiavik, Islandia.

## Historia
Fue fundado en el año 1995 y sus miembros actuales son Stephan Stephensen y Birgir Þórarinsson. El grupo fue originalmente un colectivo de artistas y actores, pero es ahora más conocido por su música. Durante su historia sus miembros han cambiado con regularidad. Entre los más famosos de estos, incluyen a las cantantes Emilíana Torrini y Hafdís Huld, que iniciaron carreras como solistas. En 2003 ganaron cierto reconocimiento en la escena musical con el sencillo «David», el cual ocupó el número 52 de la lista de sencillos del Reino Unido e ingresó en las listas de música dance del Billboard. El 25 de octubre de 2011 presentaron su último trabajo en RNE. 

### Nombre
Su nombre se refiere a la película Todos nos llamamos Alí de Rainer Werner Fassbinder, donde el personaje de Emmi cocina cuscús para el de Alí, pero ella lo pronuncia suave y sensualmente gusgus.

## Discografía

### Álbumes
En estudio
- Gus Gus (1995)
- Polydistortion (1997)
- This Is Normal (1999)
- Gus Gus vs. T-World (2000)
- Attention (2002)
- Forever (2007)
- 24/7 (2009)
- Arabian Horse (2011)
- Mexico (2014)
- Lies Are More Flexible (2018)
- Mobile Home (2021)
- DanceOrama (2023)

En directo
- Mixed Live at Sirkus, Reykjavik (2003)

Compilaciones
- 15 ára (2010)

### Sencillos
- Polyesterday (1996)
- Believe (1997)
- Standard Stuff For Drama (1997)
- Ladyshave (1999)
- V.I.P. (1999)
- Starlovers (1999)
- Dance You Down (2002)
- Desire (2002)
- David (2003)
- Call Of The Wild (2003)
- Lust / Porn (2005)
- Need In Me (2005)
- Forever Sampler (2006)
- Moss (2007)
- Hold You (2007)
- Add This Song (2009)
- Thin Ice (2009)
- Within You (2011)
- Over (2011)
- Deep Inside (2011)
- Crossfade (2014)
- Obnoxiously Sexual (2014)
- Airwaves (2014)
- Featherlight (2017)
- Don't Know How To Love (2018)
- Lifetime (2019)
- Out Of Place (2020)
- Higher feat. Vök (2020)
- Stay The Ride (2021)
- Our World (2021)
- Love Is Alone feat. John Grant (2021)
- Simple Tuesday (2021)
- Bolero (Hold Me In Your Arms Again) feat. John Grant (2022) Bolero EP
- Into The Strange (2023)
- Eoa? feat. Birnir (2023)
- When We Sing feat. Vök (2023)